# Menhir des Buttes Noires
Le menhir des Buttes Noires est situé à Champcueil dans le département français de l'Essonne.

## Description
Le menhir a été signalé pour la première fois en 1993. Il est constitué d'une dalle de grès de 2,20 m de hauteur, large de 2,30 m et épaisse d'environ 0,60 m. Il se dresse au milieu d'un petit tertre haut de 0,20 m à 0,30 m sur 1,50 m à 2,50 m de rayon.
Des sondages effectués en 1994 ont permis de retrouver la fosse de fondation et les pierres de calage à 1 m de profondeur. Côté nord, des tessons de poterie, avec un décor de lignes parallèles, ont été découverts. Leur appartenance probable à l'âge du bronze est postérieure à la période traditionnelle d'érection des menhirs, le Néolithique.
Sur sa face sud, le menhir comporte quelques gravures réalisées par piquetage, dont une en forme de cloche.